# 18. divize (mobilizace 1938)
18. divize byla vyšší jednotkou československé armády, která v rámci mobilizace v roce 1938 vznikla jako „B útvar“ mírové 1. divize. Rozmístěna byla v oblasti Kladna a představovala zálohu 1. armády.
Velitelem 18. divize byl brigádní generál Miloslav Fassati.
Stanoviště velitele se nacházelo v Buštěhradu

## Úkoly 18. divize
Úkolem 18. divize byla podpora obrany v oblasti Hraničního pásma XI, zejména pak na levém křídle Skupiny 1, kde byl předpokládán ústup na 2. obranné postavení. Případné nasazení 18. divize však bylo plně v kompetenci velitele 1. armády.

## Podřízené jednotky a jejich počet
Mezi podřízené jednotky patřilo sedm uskupení:
- pěší pluk 55 (SV Olšany)
- pěší pluk 78 (SV Mozolín)
- pěší pluk 88 (SV Dříň)
- dělostřelecký pluk 18
- smíšený přezvědný oddíl 18
- ženijní rota 18
- telegrafní prapor 18

### Početní stav k 4. říjnu 1938
- 11 315 osob
- 2 739 koní
- 5 802 pušek
- 1 655 pistolí
- 108 těžkých kulometů
- 326 lehkých kulometů
- 18 minometů
- 10 kanonů proti útočné vozbě
- 30 lehkých děl
- 3 lehké tanky
- 99 automobilů
- 15 motocyklů
- 235 jízdních kol